# Shirzad
Shirzad (persiska: شیرزاد), är ett persiskt mansnamn som betyder "lejonlik/född av ett lejon".

## Personer med namnet Shirzad
- Shirzad Aghaee, iransk författare